# La riña en la Venta Nueva
La riña en la Venta Nueva es un cartón para tapiz, ideado por Francisco de Goya para el comedor de los Príncipes de Asturias en El Pardo. Fue encargada en agosto de 1777 junto a El quitasol, La maja y los embozados y El bebedor. Ingresó en 1870 a la colección permanente del Museo del Prado.

## Análisis
La escena parece tomada en algún paraje cercano a Madrid, como las antiguas Ventas del Espíritu Santo, donde paraban arrieros y comerciantes como los que representa Goya aquí. La pelea puede estar originada por el juego de naipes tirados en el suelo. Al fondo se aprecia, difusa, la Sierra de Guadarrama.
La disputa ocupa el primer plano mientras que la mesa de juego ha sido relegada al segundo. Siguiendo el propio relato de Goya, los hombres que riñen son oriundos de diferentes provincias, siendo un murciano quien pelea a puñetazos, mientras que otro muerde a su adversario. Al fondo llega un policía pistola en mano.
La escena, pintada con rápida pincelada y vivos colores, refleja con naturalidad un lance violento en la vida en España durante el siglo XVIII, e incluso se ha llegado a pensar en una lección de moral. Como escena de costumbres, puede recordar similares composiciones flamencas y neerlandesas, así como del clasicismo italiano (incluso, se aprecian algunos motivos de la estatuaria romana). El hecho de que Goya pinte a sus personajes en poses poco académicas, pero vestidos como majos, hace pensar que, por un lado, intenta adecuarse a los dictados de Mengs y, por otro, quiere marcar su estilo propio.
Su boceto, Riña en el mesón del gallo fue adquirido por el Museo del Prado en 2002. Entre ambas composiciones hay mínimas diferencias.